# The Miracle Worker (1979)
The Miracle Worker is een televisiefilm uit 1979 onder regie van Paul Aaron. De film is gebaseerd op het gelijknamige toneelstuk van William Gibson. Gibson haalde voor zijn werk inspiratie uit de autobiografie van Helen Keller. De televisiefilm werd gevolgd door Helen Keller: The Miracle Continues (1984), met Blythe Danner en Mare Winningham in de hoofdrollen.
The Miracle Worker vertelt het verhaal van Helen Keller, een doofblind meisje dat extreem verwend gedrag vertoont. Hoewel ze weigert te communiceren, probeert gouvernante Anne Sullivan haar een educatie bij te brengen. De film werd genomineerd voor een Golden Globe en sleepte drie Emmy Awards in de wacht.

## Rolbezetting
| Acteur          | Personage      |
| --------------- | -------------- |
| Patty Duke      | Anne Sullivan  |
| Melissa Gilbert | Helen Keller   |
| Charles Siebert | Captain Keller |
| Diana Muldaur   | Kate Keller    |
| Stanley Wells   | James Keller   |